# Кубок виклику Азії Дивізіон І — 2014
Кубок виклику Азії Дивізіон І — 2014 (англ. 2014 IIHF Challenge Cup of Asia – Division I) — спортивне змагання з хокею із шайбою, 1-й розіграш Кубку виклику Азії у першому дивізіоні, що проводиться під егідою Міжнародної федерації хокею із шайбою (ІІХФ). Турнір відбувався з 24 лютого по 2 березня 2014 року у Киргизстані.

## Команди-учасниці
| Збірна     | Результати 2013                                                   |
| ---------- | ----------------------------------------------------------------- |
| Макао      | 3 місце Група В, поразку у чвертьфіналі у Кубку Виклику Азії 2013 |
| Сінгапур   | 4 місце Група В у Кубку Виклику Азії 2013                         |
| Індія      | 5 місце Група В у Кубку Виклику Азії 2013                         |
| Киргизстан | Господарі, не брали участі у 2013 році                            |

## Таблиця та результати
| М | Збірна     | М | В | ВО | ПО | П | Ш      | О | Киргизстан | Сінгапур | Макао | Індія |
| - | ---------- | - | - | -- | -- | - | ------ | - | ---------- | -------- | ----- | ----- |
| 1 | Киргизстан | 3 | 3 | 0  | 0  | 0 | 15 : 6 | 9 |            | 6-3      | 3-1   | 6-2   |
| 2 | Сінгапур   | 3 | 2 | 0  | 0  | 1 | 11 : 9 | 6 | 3-6        |          | 2-1   | 6-2   |
| 3 | Макао      | 3 | 1 | 0  | 0  | 2 | 14 : 5 | 3 | 1-3        | 1-2      |       | 12-0  |
| 4 | Індія      | 3 | 0 | 0  | 0  | 3 | 4 : 24 | 0 | 2-6        | 2-6      | 0-12  |       |

М — підсумкове місце, І — матчі, В — перемоги, ВО — перемога по булітах або у овертаймі, ПО — поразка по булітах або у овертаймі, П — поразки, Ш — закинуті та пропущені шайби, О — очки

## Плей-оф

### Півфінали
| 1 березня 2014 16:00 | Киргизстан | 16 : 2 | Індія |  |

|  |  |  |  |  |
|  |  |  |  |  |
|  |  |  |  |  |
|  |  |  |  |  |

| 1 березня 2014 19:00 | Сінгапур | 1 : 2 Б | Макао |  |

|  |  |  |  |  |
|  |  |  |  |  |
|  |  |  |  |  |
|  |  |  |  |  |

### Матч за 3 місце
| 2 березня 2014 12:00 | Сінгапур | 5 : 3 | Індія |  |

|  |  |  |  |  |
|  |  |  |  |  |
|  |  |  |  |  |
|  |  |  |  |  |

### Фінал
| 2 березня 2014 15:00 | Киргизстан | 4 : 5 | Макао |  |

|  |  |  |  |  |
|  |  |  |  |  |
|  |  |  |  |  |
|  |  |  |  |  |

## Підсумкова таблиця
| М | Збірна     |
| - | ---------- |
|   | Макао      |
|   | Киргизстан |
|   | Сінгапур   |
| 4 | Індія      |

| Вийшли до Топ Дивізіону 2015 |